# Claudioperla tigrina
Genre
Espèce
Synonymes
- Gripopteryx tigrina Klapálek, 1904
- Gripopteryx enderleini Froehlich, 1960

Claudioperla tigrina est une espèce d'insectes plécoptères de la famille des Gripopterygidae, la seule du genre Claudioperla.

## Distribution
Cette espèce se rencontre au Chili, en Bolivie, au Pérou, en Équateur et en Colombie.

## Publication originale
- Klapálek, F. 1904 : Plecopteren. Ergebnisse der Hamburger Megalhaensische Sammelreise, Hamburg, vol. 7, n. 5, p. 1-13.
- Illies, J. 1963 : Revision der sudamerikanischen Gripopterygidae. (Plecoptera). Mitteilungen der Schweizerischen Entomologischen Gesellschaft, vol. 36, p. 145–248.